# Блум, Карола
Каро́ла Блум (нем. Carola Bluhm) — немецкая политическая деятельница, член Палаты депутатов Берлина и Сената Берлина.

## Биография
Карола Блум родилась в Восточном Берлине. И мать, и отец Каролы были юристами. Она выросла в «открытой академической семье», где «ежедневно происходили дебаты». По её заявлению, позже это отразилось на её решении начать политическую карьеру.
В 1981 году Блум вступила в ряды Социалистической единой партии Германии и вскоре после этого стала кандидатом на местную политическую должность. При этом она считала несправедливым однопартийную восточногерманскую систему. Она получила профессиональное образование в школе в 1982 году. С 1982 по 1987 год она посещала Берлинский университет имени Гумбольдта. Мать была категорически против выбора Блум предмета, однако та всё равно к ней не прислушалась. В университете Карола изучала социализм, перекликавшийся с марксизмом-ленинизмом. В 1987 году она получила учёную степень.
В 1985 родила дочь. В 1987—1991 год работала научной сотрудницей в Институте социалистического управления экономикой при Берлинской экономической академии («Школа экономики в Берлине»).
После воссоединения Германии, Блум стала членом палаты депутатов Берлина, которая теперь охватывала как Восточный, так и Западный Берлин. С 2009 по 2011 была членом Сената Берлина.